# Houlbec-Cocherel
Houlbec-Cocherel is een gemeente in het Franse departement Eure (regio Normandië). De plaats maakt deel uit van het arrondissement Évreux. Houlbec-Cocherel telde op 1 januari 2022 1.270 inwoners.

## Geografie
De oppervlakte van Houlbec-Cocherel bedroeg op 1 januari 2022 11,64 vierkante kilometer; de bevolkingsdichtheid was toen 109,1 inwoners per km².

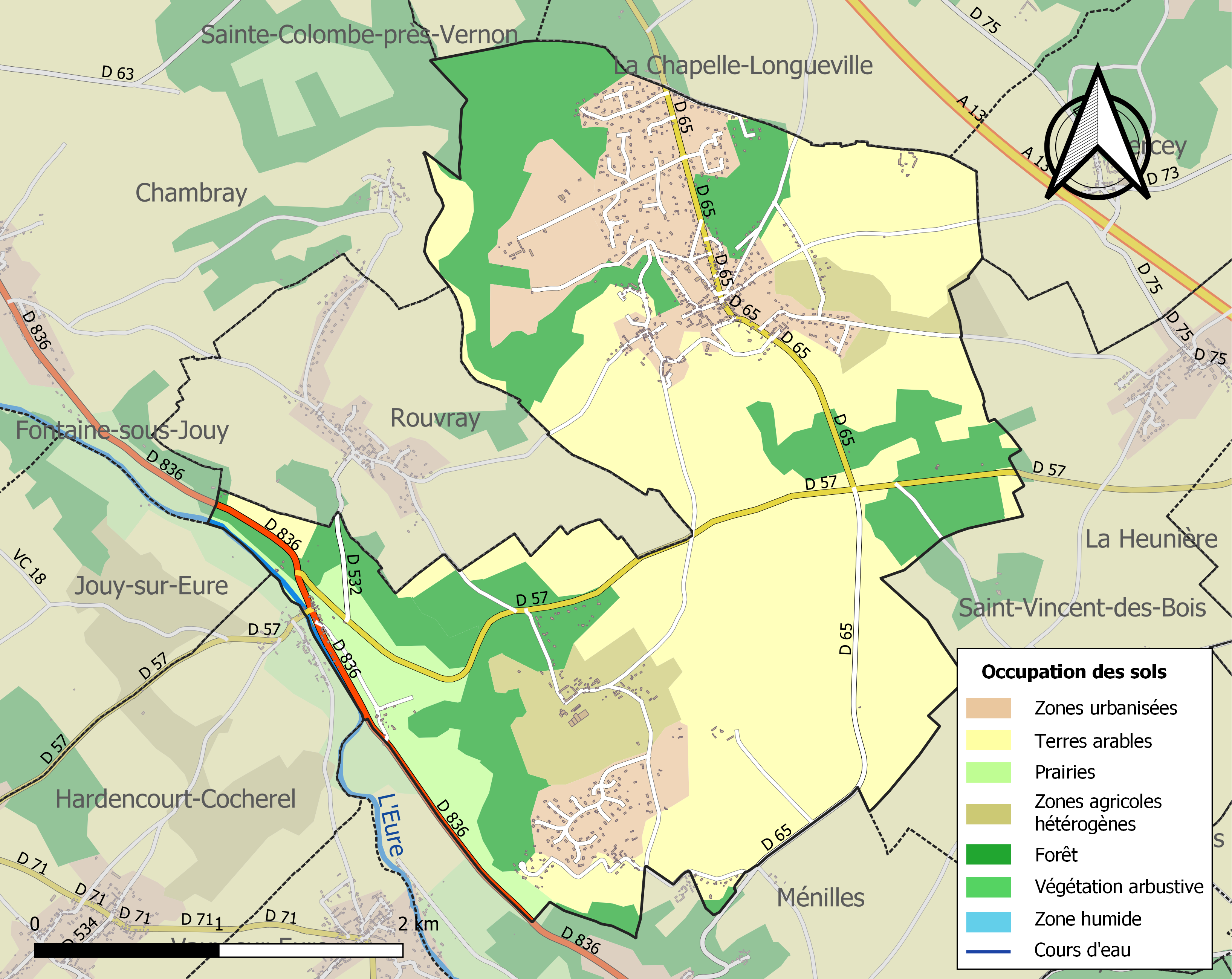
Kaart van de gemeente met belangrijkste infrastructuur, bodemgebruik en omliggende gemeenten

## Demografie
Onderstaande figuur toont het verloop van het inwonertal (bron: INSEE-tellingen).